# Benjamin Savšek
Benjamin Savšek (Liubliana, 24 de marzo de 1987) es un deportista esloveno que compite en piragüismo en la modalidad de eslalon.
Participó en cuatro Juegos Olímpicos de Verano, obteniendo una medalla de oro en Tokio 2020, en la prueba de C1 individual, el octavo lugar en Londres 2012, el sexto en Río de Janeiro 2016 y el undécimo en París 2024, en la misma prueba.
Ganó nueve medallas en el Campeonato Mundial de Piragüismo en Eslalon, entre los años 2013 y 2023, y catorce medallas en el Campeonato Europeo de Piragüismo en Eslalon entre los años 2012 y 2025.
Fue el abanderado de Eslovenia en la ceremonia de apertura de los Juegos Olímpicos de París 2024 junto con la jugadora de balonmano Ana Gros.

## Palmarés internacional
| Juegos Olímpicos   | Juegos Olímpicos               | Juegos Olímpicos  | Juegos Olímpicos |
| Año                | Lugar                          | Medalla           | Competición      |
| ------------------ | ------------------------------ | ----------------- | ---------------- |
| 2020               | Tokio (Japón)                  | Medalla de oro    | C1 individual    |
| Campeonato Mundial |                                |                   |                  |
| Año                | Lugar                          | Medalla           | Competición      |
| 2013               | Praga (República Checa)        | Medalla de bronce | C1 individual    |
| 2014               | Deep Creek (Estados Unidos)    | Medalla de plata  | C1 individual    |
| 2014               | Deep Creek (Estados Unidos)    | Medalla de bronce | C1 por equipos   |
| 2015               | Londres (Reino Unido)          | Medalla de plata  | C1 individual    |
| 2015               | Londres (Reino Unido)          | Medalla de bronce | C1 por equipos   |
| 2017               | Pau (Francia)                  | Medalla de oro    | C1 individual    |
| 2018               | Río de Janeiro (Brasil)        | Medalla de plata  | C1 por equipos   |
| 2022               | Augsburgo (Alemania)           | Medalla de oro    | C1 por equipos   |
| 2023               | Londres (Reino Unido)          | Medalla de oro    | C1 individual    |
| Campeonato Europeo |                                |                   |                  |
| Año                | Lugar                          | Medalla           | Competición      |
| 2012               | Augsburgo (Alemania)           | Medalla de bronce | C1 individual    |
| 2013               | Cracovia (Polonia)             | Medalla de bronce | C1 por equipos   |
| 2014               | Viena (Austria)                | Medalla de oro    | C1 por equipos   |
| 2015               | Markkleeberg (Alemania)        | Medalla de oro    | C1 individual    |
| 2017               | Tacen (Eslovenia)              | Medalla de plata  | C1 por equipos   |
| 2019               | Pau (Francia)                  | Medalla de oro    | C1 individual    |
| 2019               | Pau (Francia)                  | Medalla de oro    | C1 por equipos   |
| 2020               | Praga (República Checa)        | Medalla de oro    | C1 individual    |
| 2020               | Praga (República Checa)        | Medalla de oro    | C1 por equipos   |
| 2021               | Ivrea (Italia)                 | Medalla de bronce | C1 por equipos   |
| 2022               | Liptovský Mikuláš (Eslovaquia) | Medalla de oro    | C1 individual    |
| 2024               | Tacen (Eslovenia)              | Medalla de oro    | C1 por equipos   |
| 2024               | Tacen (Eslovenia)              | Medalla de bronce | C1 individual    |
| 2025               | Vaires-sur-Marne (Francia)     | Medalla de plata  | C1 por equipos   |